# 斯蒂芬·海姆
斯蒂芬·海姆（德語：Stefan Heym），原名赫尔穆特·弗利格尔（德語：Helmut Flieg或Hellmuth Fliegel，1913年4月10日—2001年12月16日）是一名德国作家。他出生于开姆尼茨，逝世于以色列恩波其克。1935年至1952年居于美国（或在国外服役）。其中有一段时间里他拥有美国国籍。后返回故乡德国（1949年至1990年于德意志民主共和国），他是德意志民主共和国最重要的作家之一。他在国内外用英语和德语出版作品，尽管长期以来对民主德国持批评态度，但斯蒂芬·海姆仍然笃信社会主义。1990年参加亚历山大广场示威，1993年获耶路撒冷奖。从1994年到1995年他是民主社会主义党的联邦议员。

## 生平和著作

### 早年
斯蒂芬·海姆本名赫尔穆特·弗利格尔，他出生于开姆尼茨的一个犹太商人家庭。他很早就参加反法西斯主義的活动。1931年他在德国社会民主党的日报《人民之声》（Volksstimme）上发表了一首反軍國主義的诗《出口业务》（Exportgeschäft）。当地的纳粹党人对他上学的中学施加压力，使得他被从中学开除。他在柏林中学毕业，并在那里开始上大学学习新闻学。1933年国会纵火案后他逃到捷克斯洛伐克，在这里他开始使用斯蒂芬·海姆这个名字。
1935年斯蒂芬·海姆获得一份犹太学生会的奖学金去美国，他在芝加哥大学继续学习，1936年他写了一份关于海因里希·海涅的《阿塔·特罗尔——一个仲夏夜的梦》的论文获得硕士学位。1937年到1939年间他是一份纽约德语周报的主编，这份周报靠近美國共產黨。1939年11月该报纸关闭后斯蒂芬·海姆成为英语自由作者工作。1942年他发表的第一篇小说《人质》就非常成功。

### 美国公民
斯蒂芬·海姆加入美国国籍。从1943年开始他参加第二次世界大战。他成为里奇男孩的一员，参加心理战，1944年随霸王行动回到欧洲大陆。他的任务主要是写通过传单、报纸、喇叭和广播来影响德意志國防軍士兵的文章。战后海姆在埃森领导《鲁尔区报》，后来去慕尼黑成为美国占领军最重要的报纸《新报》的编辑。由于他亲苏联1945年末他被调回美国。海姆退伍，又成为自由作家。1948年末他在波士顿发表了小说《十字军》。一份纽约犹太报纸写了一份评论，总体赞扬这部小说，但是表示海姆所描写的只是一个局部。评论者表示这可能产生误解。海姆为此向报纸的总编抱怨。在麦卡锡主义的逼迫下海姆与查理·卓别林、贝托尔特·布莱希特和托马斯·曼等其他左派知识分子和艺术家同时于1952年离开美国。他首先迁到布拉格，1953年迁到德意志民主共和国。

### 在德意志民主共和国
作为回归祖国的反法西斯主义移民海姆一开始在东德获得优待。他成为自由作家，同时也为报纸和杂志写文章。1953年海姆向美国总统德怀特·艾森豪威尔写公开信抗议朝鲜战争，同时他放弃他的美军委任狀，送回1945年授予他的銅星勳章。1953年到1956年间他与一名牧师一起为《柏林报》写专栏《坦率地说》。作为一名信仰坚定的社会主义者海姆起初在他的小说里支持东德政府。在这段时间里他依然用英语写作和发表他的作品。1959年他获得德意志民主共和国艺术和文学国家奖。

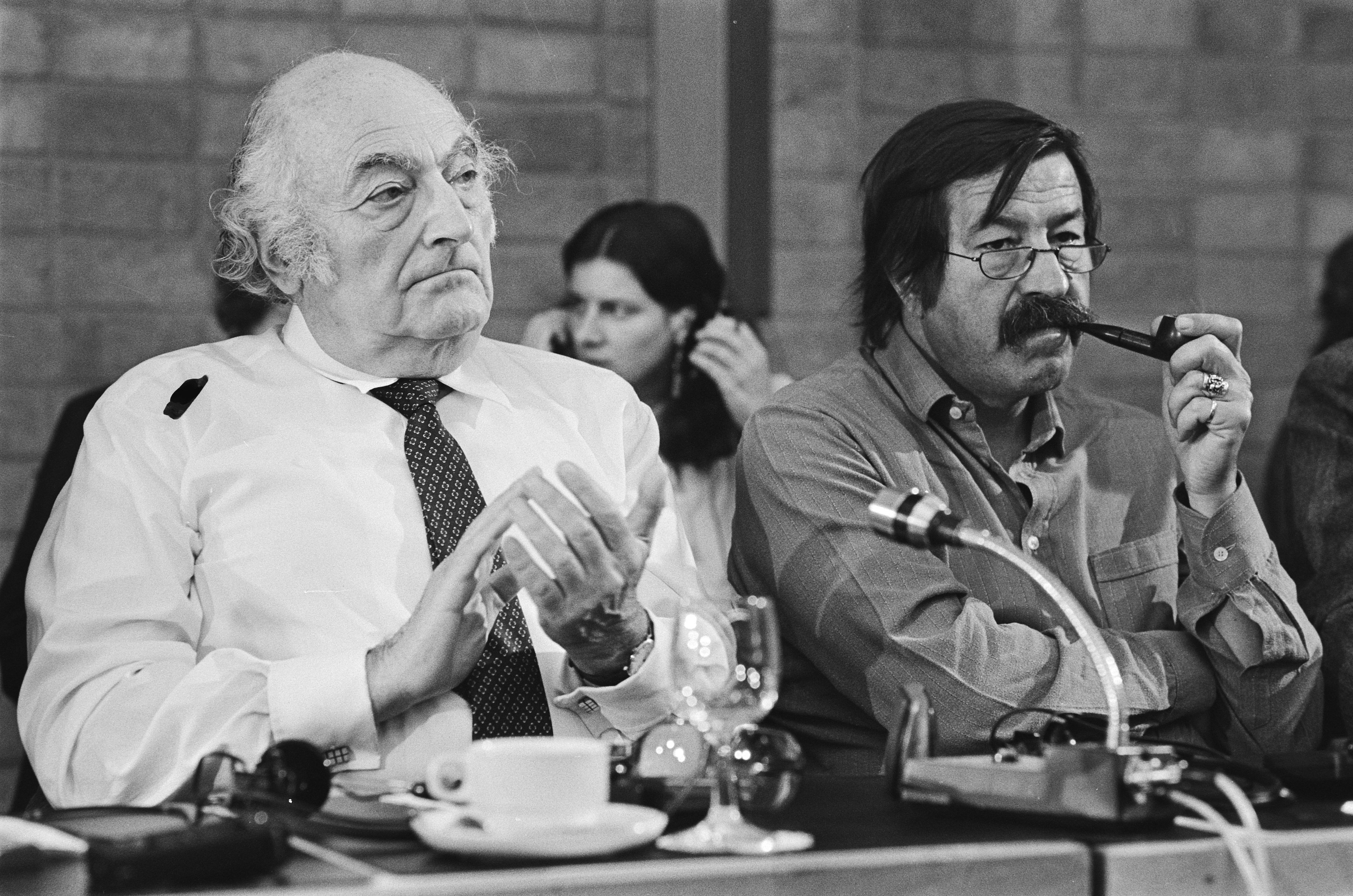
1982年在荷兰斯海弗宁恩的欧洲作家会议上，斯蒂芬·海姆与君特·格拉斯

早在1956年海姆就与东德政府之间发生冲突，尽管去斯大林化他以东德六一七事件题材写的小说《六月间的五天》不准出版。从1965年开始双方的冲突更加升级。在德国统一社会党第6次代表大会第11次中央委员会会议上埃里希·昂纳克严厉批评海姆。同年海姆被禁止出版。1969年海姆因为在西德发表他的小说《拉塞尔》（Lassalle）被罚款。从1970年代开始在东德又有小批量的海姆作品印刷。此时海姆用德语写作。1971年海姆与一名编剧结婚，后者成为他重要的预读，并出版了他的一些作品。
1971年5月昂纳克上台后在一次讲话中间接表示要放松至此为止教条地保持社會主義現實主義文学风格。这次对高级德国统一社会党官员的讲话的主题是“没有界限”。这个讲话显然是海姆又重新允许与东德出版社合作的背景原因。但是从1974年开始海姆的书籍始终是首先在西方出版社出版。1978年海姆赴美国演讲。

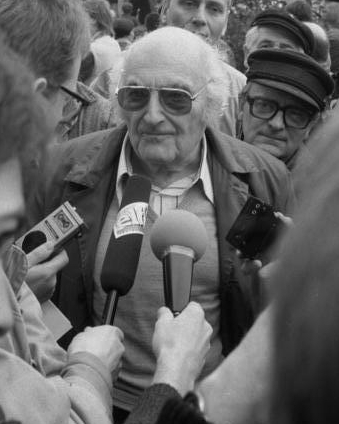
1989年11月4日斯蒂芬·海姆在亞歷山大廣場示威后

1976年海姆在抗议开除沃尔夫·比尔曼的东德国籍的请愿上签名。1979年他因为在西德出版他的小说《科林》再次被判决，并被从东德作家协会开除。
在1980年代里海姆支持东德的人民权运动。早在1982年他就赞同在社会主义的基础上兩德統一。
1987年《日报》发表了一份对海姆的采访。在这次采访中海姆表示他相信人類免疫缺陷病毒是美国实验室里制造出来的传言。
1989年球季在和平革命过程中海姆多次在东柏林週一示威，包括在亞歷山大廣場示威上发表演讲。
就好像有人打开了一扇窗！经过这么多年的停滞——精神上的、经济上的和政治上的——经过这么多年的麻痹和沉闷，晶格一个阶段的虚弱、官僚任性、政府盲目和不听不闻……有人写信给我——他说得对：在过去几周里我们客服了我们的无语，我们重新学会直着腰板子走路！
 ——斯蒂芬·海姆，1989年11月4日示威
1989年11月末他是发动和签署《为我们的国家》的号召的人之一，这份号召反对与西德合并或者组成一个联盟。它呼吁保持民主社会主义德意志民主共和国的独立。保持和发展东德转型与和平革命中获得的自由。号召者同意于1989年11月28日请斯蒂芬·海姆举办记者招待会，邀请75名国内外记者发表该号召，并在该记者招待会上发表初始签署该号召的人名。117万人签署这份号召，它是在东德签署人数最高的情愿书。1989年11月东德作家协会又收纳海姆。1990年法院对他平反。

### 两德合并后的政治活动

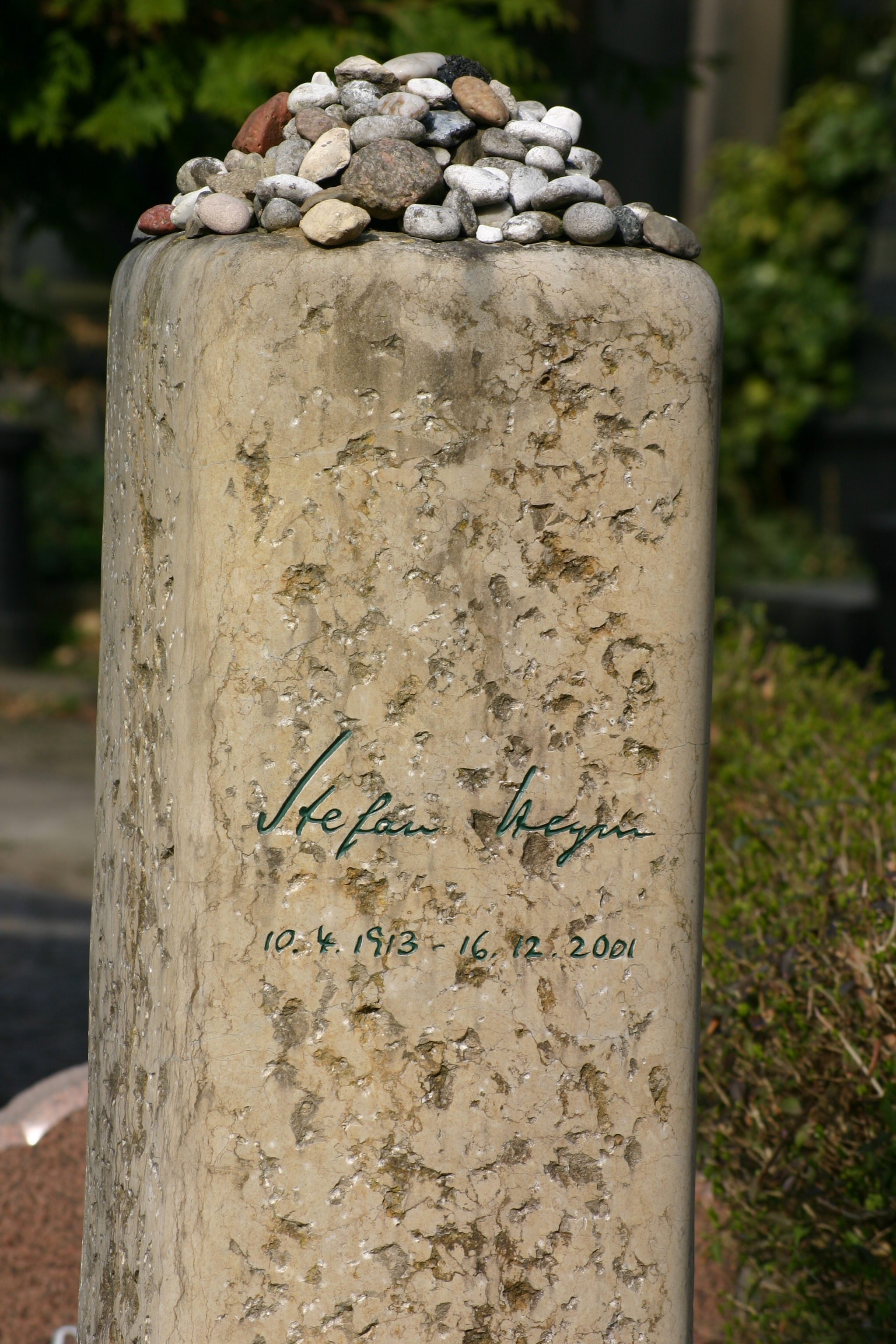
柏林犹太人墓地上斯蒂芬·海姆的墓

两德合并后海姆认为东德人在被并入联邦德国时被歧视，他对此严厉批评，他要求实现公正的社会主义选择，而不是全德性的资本主义。1992年他在柏林与其他人一起创办了公正委员会。他希望由此创办一个新的党派，因为“假如所有党派政治上破产，那么我们必须创办一个新的党派”。在他的创办演讲中他说：
……假如人们无法发表他们的意见，他们就会放火。假如我们不能为他们提供民主，左派的解决问题的方法的话，他们就会向右走，会重新追随法西斯主义……
 ——斯蒂芬·海姆，
1994年联邦议会选举时海姆作为民主社会主义党的无党籍候选人在柏林直接被选。1994年11月10日作为议会长老他在第13届联邦议会致开幕词。当时有人指责海姆曾与史塔西合作（后来证明这个指责不正确），除议会主席外所有德国基督教民主联盟和巴伐利亚基督教社会联盟的议员在他的开幕词后全部拒绝鼓掌。联邦政府违反常年传统，在联盟90/绿党、德国社会民主党和部分自由民主党议员的督促下一直到1995年3月27日才正式发表了他的开幕词。
1995年海姆抗议联邦议会议员为增添其补贴修改憲法的打算退出议会。他是所有德国联邦议会议员中年龄第三老的议员。1997年海姆签署《埃尔福特声明》要求在1998年图林根选举后组成由绿党和社民党组成，被民主社会主义党支持的少数联盟。
2001年12月16日海姆在耶路撒冷参加了一次海因里希·海涅会议后在以色列死海海滨逝世。一开始的报道说他不幸跌倒死亡。后来说死因是心肌根塞。
从2020年开始开姆尼茨工业大学开始数字化海姆遗留下来的书信。

## 荣誉
斯蒂芬·海姆是伯尔尼大学（1990年起）和剑桥大学（1991年起）的荣誉博士，他是开姆尼茨的荣誉市民（2001年起）。1953年他获得海因里希·曼奖，1959年东德2等国家奖。1975年、1982年和1990年他获得斑比奖。1993年他获得耶路撒冷奖，2000年国际防止核战争医生组织的和平奖。
2004年位于柏林特雷普托-克珀尼克的阿德勒斯霍夫市区图书馆被改名为斯蒂芬·海姆图书馆。
从2008年开始开姆尼茨每三年向“为道德价值参与社群和政治讨论”的作者和发行者授予斯蒂芬·海姆奖。
2009年在柏林设立了一根纪念斯蒂芬·海姆的纪念碑：一个艺术化的打字机，上面有一张艺术化的纸，纸上刻着“我始终参与——S.H.”。
2010年6月24日在施瓦岑贝格市政厅前的公园里设立了一座纪念斯蒂芬·海姆的纪念碑。它的造型是一本打开的书，上面刻有海姆的小说《施瓦岑贝格》里“自由是勇气”词句。
2013年有多个纪念斯蒂芬·海姆100周年生日的活动。罗莎·卢森堡基金会把2013年定为“斯蒂芬·海姆年”并举办多个活动纪念海姆。
2013年4月开姆尼茨用斯蒂芬·海姆命名一个广场。开姆尼茨的国立考古博物馆的地址因此被改变。
2014年11月4日斯蒂芬·海姆在亞歷山大廣場示威演讲25周年时在柏林一座广场被以他命名。广场位于利希滕贝格，区长、许多贵宾和海姆的寡妇参加命名仪式。
斯蒂芬·海姆和他妻子共用的工作图书收藏一共有约1400册书籍和许多文献，今天它们被收藏在开姆尼茨的一座文化中心内。他的工作室被在一座玻璃的屋子里重设。一名开姆尼茨电影制作人和摄影师2020年纪录了这个迁移。2021年她发表了一部纪录片。